# Península de Liaodong

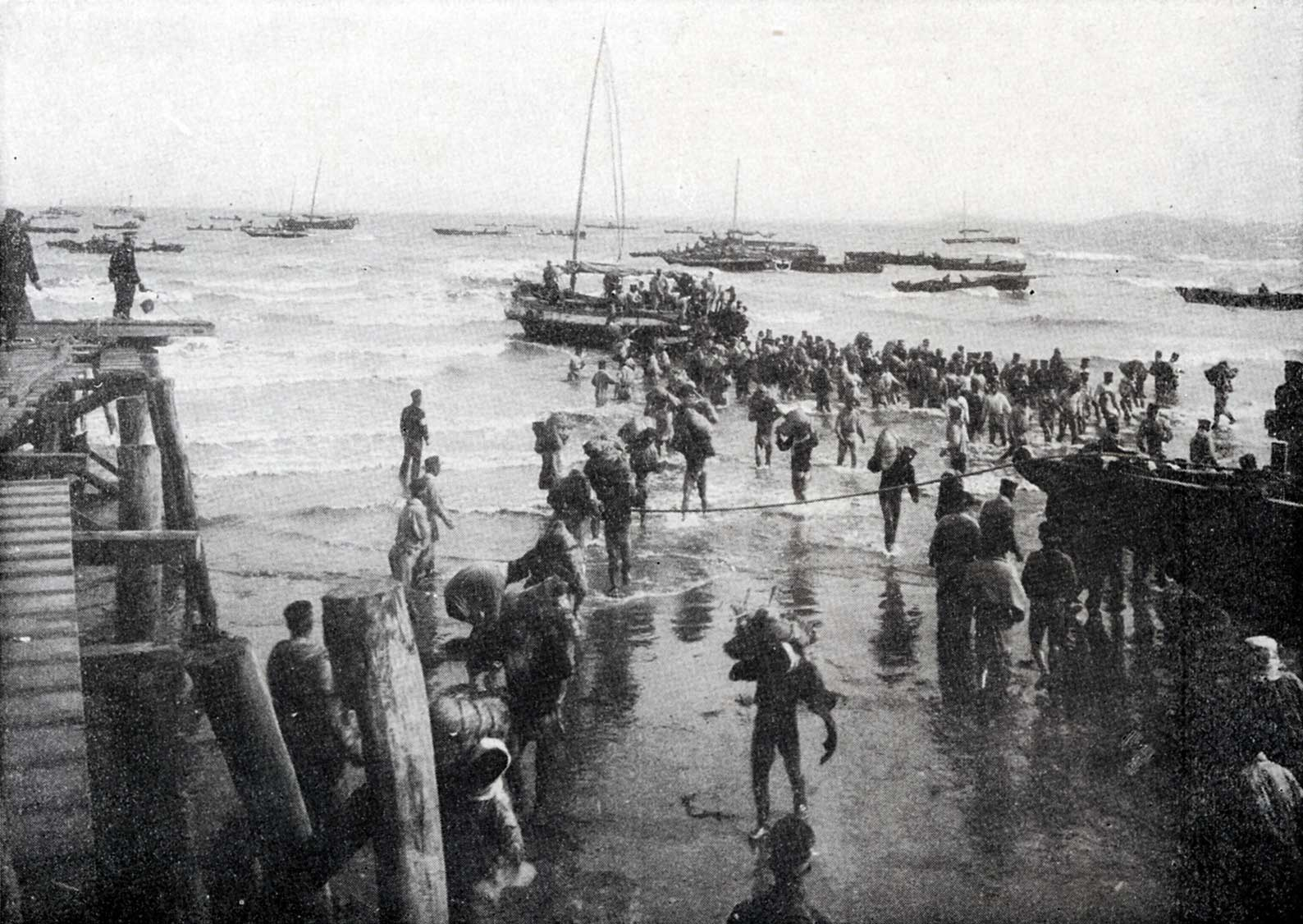
L'armada japonesa desembarcant a Liaodong el 25 de novembre de 1909

La península de Liaodong (xinès tradicional: 遼東半島, xinès simplificat: 辽东半岛, pinyin: Liáodōng Bàndǎo, literalment 'península a l'est del Liao') és una península de la província de Liaoning a la República Popular de la Xina. Liaodong significa "Est del Liao". El Liao va ser un riu que durant el període dels Regnes Combatents va dividir les comandàncies de Liaoxi ("Oest del Liao") i Liaodong. És coneguda pels seus nombrosos ports naturals.

## Geografia
La península està situada al nord de la Mar Groga, entre el Mar de Bohai a l'oest i la Badia de Corea a l'est. Forma part del cinturó el sud de muntanyes que continua cap al nord fins a convertir-se en les Muntanyes Changbai. La zona de les muntanyes contigua a la península és coneguda com a Muntanyes Qian.
La península disposa de dos ports: el de Dalian (Dairen en japonès) i el de Lüshunkou (antigament Port Arthur) situat en l'extrem sud. La ciutat de Lüshun és la seu governamental dels districtes de Dalian. Lüshun disposa d'un port natural que va resultar molt atractiu per a diverses potències el segle xix.

## Història
Wiman Joseon va atacar el 109 aC territori de la dinastia Han a la península de Liaodong, i aquesta acció fou resposta per l'Emperador Wu de Han amb la invasió de Wiman Joseon amb 60.000 homes, i amb la conquesta en 108 aC.
La península de Liaodong va ser un dels principals teatres d'operacions durant la Primera Guerra Sinojaponesa (1894-1895), que va passar a mans japoneses pel tractat de Shimonoseki, però la reacció de Rússia, Alemanya i França, que en pocs dies van establir la Triple Intervenció, va obligar el Japó a renunciar a la península de Liaodong a canvi d'altres 30 milions de taels de plata (equivalent a uns 450 milions de iens), i va passar a mans russes per la Convenció per a l'arrendament de la península de Liaotung en 1898, i de nou fou escenari de la Guerra russo-japonesa (1904-1905), de fet, a Port Arthur (actualment Lüshunkou), el 9 de febrer de 1904, tingué lloc una batalla que va marcar el començament d'aquesta segona guerra. El port estava en aquells moments sota domini rus i en ell estava ancorada la Flota del Pacífic (rus: Тихоокеанский флот) de l'armada russa que va sofrir un atac per part de l'armada japonesa. La batalla va quedar sense concloure i va donar origen al bloqueig de Port Arthur i, posteriorment, a la batalla de Shandong.
A conseqüència del tractat de Portsmouth (5 de setembre de 1905) que va donar fi al conflicte sinojaponès, ambdues parts van acordar evacuar Manxúria i tornar la seva sobirania a la Xina.